# Zbór Kościoła Zielonoświątkowego w Stargardzie
Zbór Kościoła Zielonoświątkowego w Stargardzie – zbór Kościoła Zielonoświątkowego w RP znajdujący się w Stargardzie, przy ulicy Robotniczej 11.
Nabożeństwa odbywają się w niedzielę o godzinie 10.00 i środę o godzinie 18.00.